# José Fritsch
José Fritsch (Ipumirim, 6 de agosto de 1954) é um professor e político brasileiro filiado ao Partido dos Trabalhadores (PT). É ex-ministro da Secretaria Especial de Aquicultura e Pesca da Presidência da República, ex-prefeito de Chapecó e ex-deputado federal por Santa Catarina.

## Biografia
Nascido no oeste de Santa Catarina, é filho de pequenos agricultores, e mudou-se para Chapecó aos doze anos, onde estudou no Seminário Diocesano. É casado e tem quatro filhos.
Formou-se em Estudos Sociais pela Universidade do Oeste de Santa Catarina (Unoesc), em Chapecó, e cursou Filosofia e Política Social na Alemanha. Na capital catarinense, participou da fundação da Comissão Pastoral da Terra (CPT), em meados dos anos 70, e ajudou a fundar a Central Única dos Trabalhadores (CUT). Na década de 1980, trabalhou na organização dos trabalhadores sem-terra.[carece de fontes?]
Em 1994, elegeu-se deputado federal por Santa Catarina na 50ª legislatura (1995 – 1999). Em 1996, foi eleito prefeito de Chapecó, cargo para o qual foi reeleito em 2000. Renunciou à prefeitura em abril de 2002 para ser candidato a governador do estado de Santa Catarina, mas não conseguiu chegar ao segundo turno.
Assumiu o comando da Secretaria Especial de Aquicultura e Pesca no final de 2002, a convite do então presidente Luiz Inácio Lula da Silva.
Em 2006, candidatou-se novamente ao governo do estado de Santa Catarina, ficando mais uma vez em terceiro lugar.